# East Garston
East Garston – wieś w Anglii, w hrabstwie ceremonialnym Berkshire, w dystrykcie (unitary authority) West Berkshire. Leży 36 km na zachód od centrum miasta Reading i 94 km na zachód od centrum Londynu. W 2001 miejscowość liczyła 532 mieszkańców.